# EMD JT56ACe
La HXN3 (clasificada por EMD como JT56ACe) es una locomotora diésel-eléctrica de 6000 HP (4,5 MW) producida por Electro-Motive Diesel y diseñada para ser exportada a China. Todas las locomotoras JT56ACe tienen motores de tracción de tecnología CA y utiliza el EMD 265 como motor principal. La locomotora cumple con la regulación de emisiones Tier 2 de la Agencia de Protección Ambiental de los Estados Unidos.
En septiembre de 2005, la República Popular China anunció un pedido de 300 locomotoras JT56ACe. Una parte de las locomotoras serán ensambladas en el Taller de Locomotoras Dalian.